# Prêmio Wiley de Ciências Biomédicas
O Prêmio Wiley de Ciências Biomédicas (em inglês:  Wiley Prize in Biomedical Sciences) é um prêmio de ciências concedido desde 2002. 
Concedido pela Fundação Wiley, é financiado pela editora John Wiley & Sons. É dotado com US$ 35.000 (situação em 2012), e destinado a pesquisas básicas em medicina ou aplicações clínicas. Os premiados apresentam uma palestra honorária na Universidade Rockefeller em Nova Iorque.
Cinco dos premiados receberam depois um Prêmio Nobel.

## Laureados[1]
- 2002 Robert Horvitz (Nobel de Fisiologia ou Medicina 2002), Stanley Joel Korsmeyer
- 2003 Andrew Fire (Nobel de Fisiologia ou Medicina 2006), Craig Mello (Nobel de Fisiologia ou Medicina 2006), Thomas Tuschl, David Baulcombe
- 2004 Charles David Allis
- 2005 Peter Walter, Kazutoshi Mori
- 2006 Elizabeth Blackburn (Nobel de Fisiologia ou Medicina 2009), Carol Greider (Nobel de Fisiologia ou Medicina 2009)
- 2007 Franz-Ulrich Hartl, Arthur Horwich
- 2008 Richard Priestley Lifton
- 2009 Bonnie Bassler
- 2010 Peter Hegemann, Georg Nagel, Ernst Bamberg
- 2011 Lily Jan, Yuh Nung Jan
- 2012 Michael Sheetz, James Spudich, Ronald Vale
- 2013 Michael Warren Young, Jeffrey Connor Hall, Michael Rosbash
- 2014 William Kaelin Jr., Steven McKnight, Peter J. Ratcliffe, Gregg L. Semenza
- 2015 Evelyn Witkin, Stephen Elledge
- 2016 Yoshinori Ohsumi
- 2017 Joachim Frank, Richard Henderson, Marin van Heel
- 2018 Lynne Elizabeth Maquat
- 2019 Svante Pääbo, David Reich